# Scyphuliger tenuatus
Scyphuliger tenuatus is een eenoogkreeftjessoort uit de familie van de Anchimolgidae. De wetenschappelijke naam van de soort is voor het eerst geldig gepubliceerd in 1990 door Humes.